# 아영 (1985년)
아영(1985년 5월 24일 ~ )은 대한민국의 가수로 걸그룹 오로라의 전 멤버이다.

## 주요 이력
경기도 안양에서 1남 1녀 중 첫째딸 여성으로 출생하였고 2006년 CF 광고 모델 첫 데뷔하였다.

## 학력
- 백석대학교 방송연예학과